# Port lotniczy Tororo
Port lotniczy Tororo – port lotniczy zlokalizowany w ugandyjskim mieście Tororo. Obsługuje połączenia krajowe.